# دوکلا
دوکلا (به لاتین: Dukla) یک شهر و گمینا در لهستان است که در گمینا دوکلا واقع شده‌است. دوکلا ۵٫۴۸ کیلومتر مربع مساحت و ۲٬۱۳۶ نفر جمعیت دارد.

## خواهرخوانده
شهر راکوشمنته خواهرخواندهٔ دوکلا هست.